# 货币美妙蟹
货币美妙蟹（学名：Cryptocnemus obolus）为玉蟹科美妙蟹属的动物。分布于日本、苏禄群岛，包括南海等海域，生活环境为海水，一般生活于水深180-200米的泥沙底上。